# 佐久広瀬駅
佐久広瀬駅（さくひろせえき）は、長野県南佐久郡南牧村大字広瀬にある、東日本旅客鉄道（JR東日本）小海線の駅である。
駅の標高は1,082 mで、JRの駅の中で5番目に高い。

## 歴史
- 1935年（昭和10年）1月16日：鉄道省小海北線（→小海線）佐久海ノ口駅 - 信濃川上駅間延伸に伴い開業。ただし、当駅からは線内各駅および信越本線小諸・上田・長野駅への旅客のみ取り扱い（旅客駅）[4]。
- 1935年（昭和10年）11月29日：小海線の全通に伴い[5]、旅客を取り扱う区間に中央本線小淵沢・上諏訪・岡谷の各駅を追加[6]。
- 1954年（昭和29年）12月1日：旅客の取扱区間の制限を解除[7]。
- 1987年（昭和62年）4月1日：国鉄分割民営化により、JR東日本の駅となる[8]。

## 駅構造
単式ホーム1面1線を有する地上駅である。ホーム上には待合室が設置されている。
無人駅である。

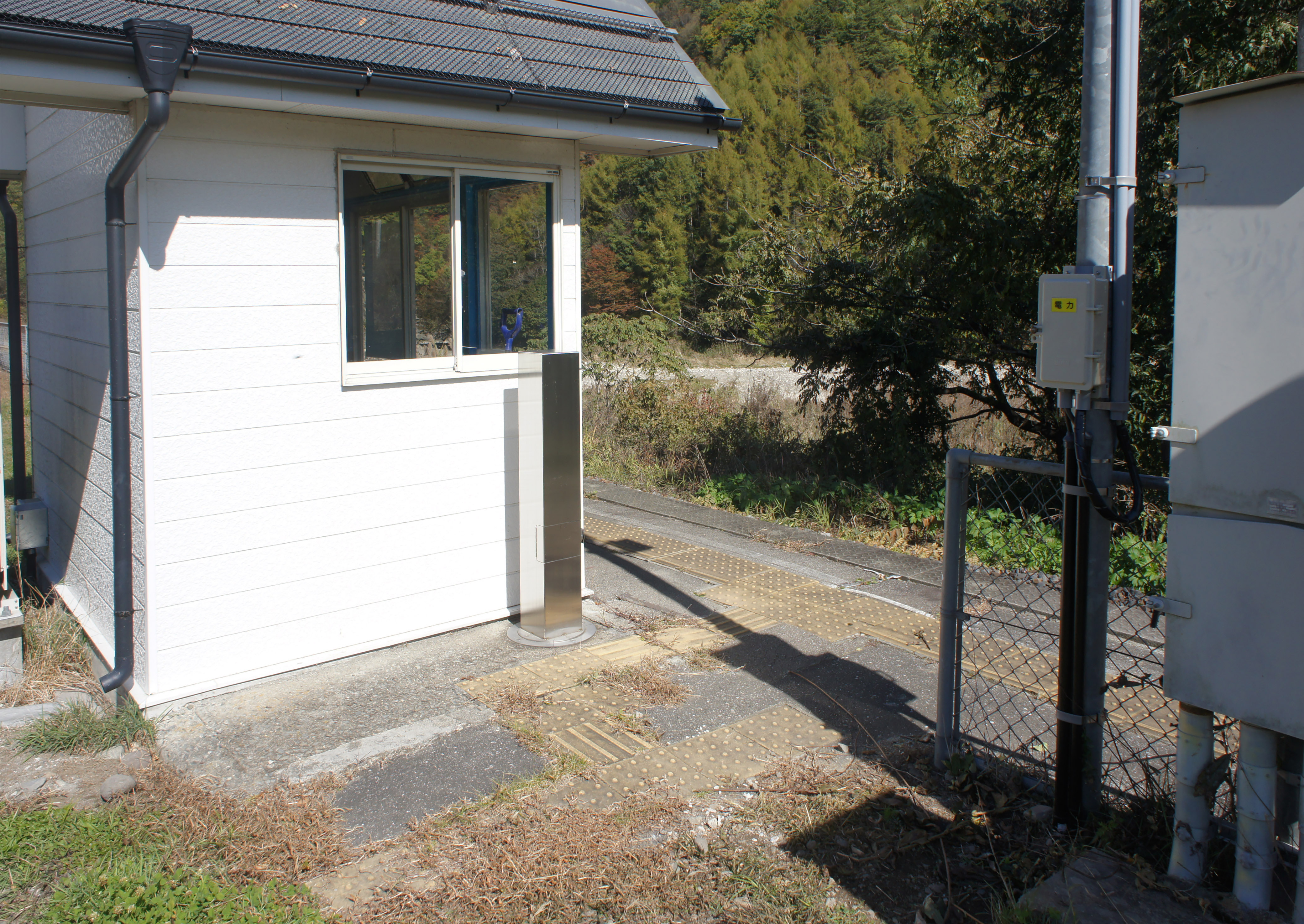
駅出入口（2021年10月）
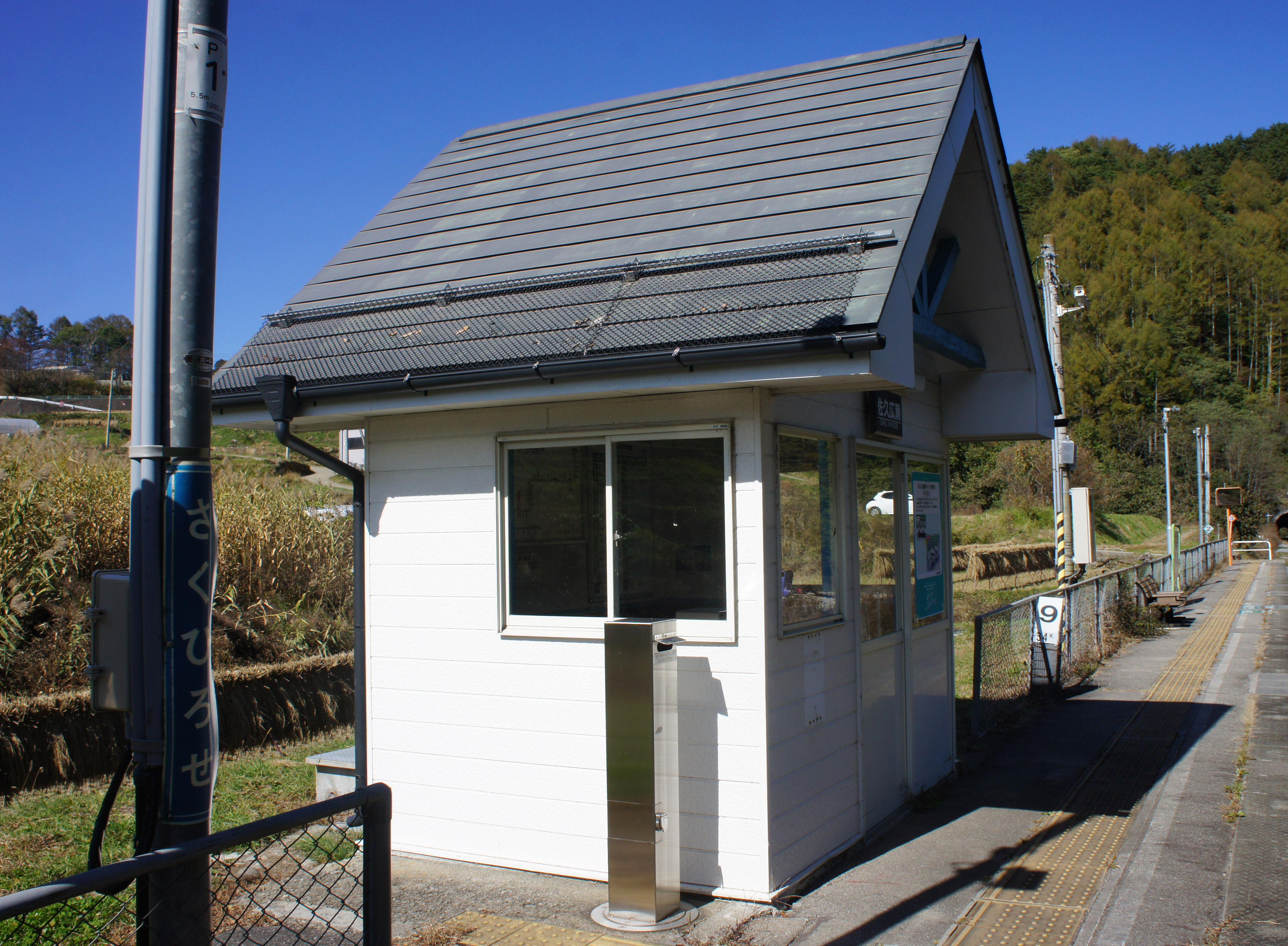
待合室外観（2021年10月）
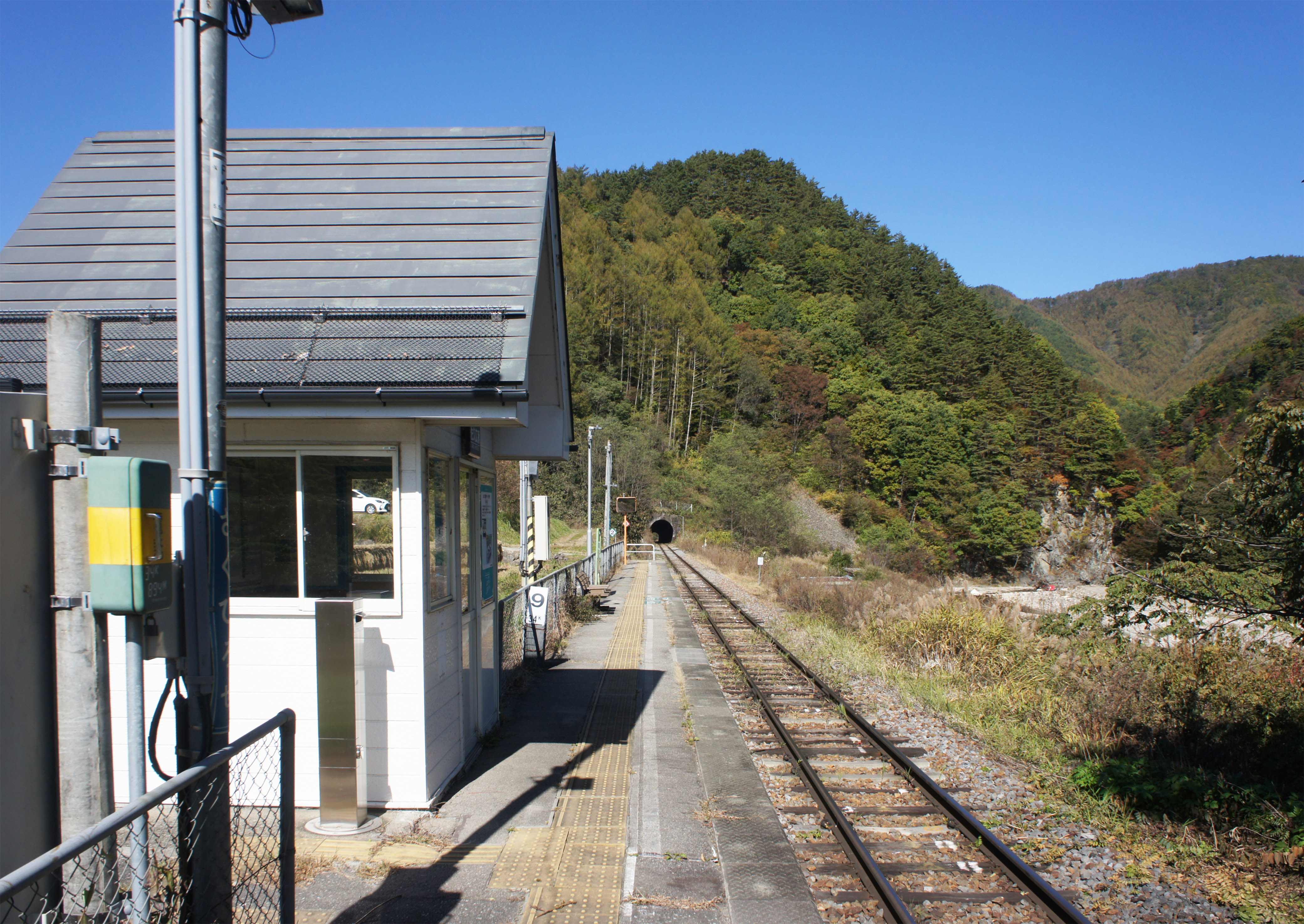
ホーム（2021年10月）

## 利用状況
2007年度（平成19年度）、2009年度（平成21年度）- 2011年度（平成23年度）の1日平均乗車人員の推移は以下のとおりであった。
| 乗車人員推移       | 乗車人員推移     | 乗車人員推移 |
| 年度               | 1日平均 乗車人員 | 出典         |
| ------------------ | ---------------- | ------------ |
| 2007年（平成19年） | 59               | [ 1 ]        |
| 2009年（平成21年） | 35               | [ 1 ]        |
| 2010年（平成22年） | 36               | [ 9 ]        |
| 2011年（平成23年） | 30               | [ 10 ]       |

## 駅周辺
駅周辺は人家が少なく、田畑がホーム脇まで迫っている。近くの集落からはやや離れている。
- 千曲川[1]

## 隣の駅
東日本旅客鉄道（JR東日本）
■小海線
信濃川上駅 - 佐久広瀬駅 - 佐久海ノ口駅